# Franciszek Woś
Franciszek Woś (ur. 6 września 1949 w Wylewie) – polski urzędnik państwowy i samorządowy, burmistrz Sieniawy (1990–1998), wicewojewoda podkarpacki (2004–2005).

## Życiorys
Ukończył studia na Wydziale Ekonomiki Rolnictwa Akademii Rolniczej w Krakowie. Od 1968 pracował w okręgowych spółdzielniach mleczarskich, od 1970 jako kierownik produkcji i od 1974 jako wicedyrektor OSM w Przeworsku. Przez rok zajmował stanowisko dyrektora zakładu mleczarskiego w Radymnie. Od 1981 był przez sześć lat naczelnikiem miasta i gminy w Sieniawie, a w latach 1990–1998 pełnił funkcję burmistrza. Pod koniec lat 90. kierował rzeszowskim aeroklubem, później pracował jako dyrektor biura poselskiego.
Był działaczem Zjednoczonego Stronnictwa Ludowego i Polskiego Stronnictwa Ludowego, później przeszedł do Partii Ludowo-Demokratycznej. Z jej rekomendacji od 2004 do 2005 sprawował funkcję drugiego wicewojewody podkarpackiego. W 2005 jako członek Stronnictwa Gospodarczego kandydował do Sejmu z listy SLD. Został później wicedyrektorem szpitala w Przeworsku.
W wyborach samorządowych w 2006 (z ramienia Platformy Obywatelskiej) oraz w 2010 oraz w 2014 (z ramienia lokalnego komitetu wyborczego) kandydował bez powodzenia do rady powiatu przeworskiego.
Jest bratem polityka Adama Wosia.

## Odznaczenia i wyróżnienia
- Brązowy Krzyż Zasługi[4].
- Tytuł honorowego obywatela Sieniawy (2023)[4].